# Waldemar Helmut Uhl
Waldemar Helmut Uhl (* 24. November 1960 in Brettheim) ist ein deutscher Chirurg und Direktor der Klinik für Allgemein- und Viszeralchirurgie am St. Josef-Hospital Bochum und Professor an der Ruhr-Universität Bochum.

## Leben
Nach dem Abschluss der allgemeinen Hochschulreife 1980 am Gymnasium Gerabronn und der Absolvierung des Grundwehrdienstes als Sanitäter bei der Bundeswehr studierte er ab 1981 bis 1987 Humanmedizin an der Universität Ulm. 1987 erhielt Waldemar H. Uhl seine Approbation zum Arzt und promovierte anschließend in dem gleichen Jahr zum Doktor der Medizin mit dem Thema „Wertigkeit differenzierter Enzymanalysen und bildgebender Verfahren für Diagnose und Prognose der akuten Pankreatitis“. Die Habilitation schloss Uhl erfolgreich mit dem Titel „Die Rolle der Phospholipase A2 bei akuter Pankreatitis und chirurgischen Intensivpatienten“ an der Universität Bern 1999 ab. Die Facharztanerkennung für die Allgemeinchirurgie erlangte Uhl 1994 in Tübingen und für die Viszeralchirurgie 1999 in Reutlingen.
Seine Karriere führte ihn zunächst über die Universitätsklinik in Ulm, in der Uhl die Assistentenjahre von 1988 bis 1993 durchlief, nachfolgend über das Universitätsspital Bern (1993–2001) in der Uhl zunächst die Führung im Notfallzentrum Inselspital und darauffolgend die Position eines Leitenden Oberarztes übernahm. Im Jahr 2001 kehrte Waldemar H. Uhl nach Deutschland zurück und wurde anschließend Geschäftsführender Oberarzt der Chirurgischen Universitätsklinik Heidelberg (2001–2003). Hier wurde Uhl nicht nur zum Sektionsleiter bei Transplantationen der viszeralen Organen Leber, Pankreas und Niere ernannt, sondern erarbeitete sich auch die Rolle und Funktion des Sektionsleiters der chirurgischen Onkologie der Chirurgischen Universitätsklinik Heidelberg von 2001 bis 2003. In Heidelberg wirkte Uhl an der Weiterentwicklung und Ausformung des Hauses zu einem der größten Lebertransplantationszentren in Deutschland mit. Darüber hinaus absolvierte Uhl 2004 in Bern ein zweijähriges Nachdiplomstudium zum Diplomierten Spitalmanger an der FHS Hochschule für Technik, Wirtschaft und soziale Arbeit in St. Gallen mit dem Abschluss zum Executive Master of Health Service Administration.
Waldemar H. Uhl wurde 2004 auf den Chirurgischen Lehrstuhl am St. Josef-Hospital Bochum, Klinikum der Ruhr-Universität Bochum, berufen. Seit dem 1. Januar 2004 ist Waldemar H. Uhl Chefarzt und ärztlicher Direktor der Klinik für Allgemein- und Viszeralchirurgie der Chirurgischen Universitätsklinik Bochum. Seitdem entwickelte sich das St. Josef-Hospital in Bochum zu einem überregionalen, interdisziplinären Pankreaszentrum, in dem über 300 Patienten pro Jahr einem operativen Eingriff an der Bauchspeicheldrüse unterzogen werden.
Im Sinne der heute geforderten Spezialisierung entstand bereits 2006 das erste Darmzentrum in Deutschland, zertifiziert von der Dt. Krebsgesellschaft. Nachfolgend wurde das St. Josef-Hospital 2009 als das zweite zertifizierte Zentrum für chirurgische Pankreaserkrankungen in Deutschland von der Dt. Gesellschaft für Allgemein- und Viszeralchirurgie anerkannt. Darüber hinaus wurde das Krankenhaus unter der Führung von Uhl im Jahr 2010 als einer der ersten Pankreaskarzinomzentren zertifiziert und ausgezeichnet (DKG). Im Jahr 2015 entwickelte sich das St. Josef Hospital durch die fortwährende interdisziplinäre Zusammenarbeit zu einem zertifizierten Viszeralonkologischen Zentrum, dessen Leitung Waldemar H. Uhl innehat. Damit zählt Bochum in der Krebs-Therapie, insbesondere Tumoren des Verdauungstrakts, zu einer der führenden Kliniken in Deutschland.
Waldemar Uhl ist verheiratet und Vater von drei Kindern.

## Arbeits- und Forschungsgebiete
Waldemar H. Uhl ist ein chirurgischer Spezialist für Erkrankungen der inneren Organe und insbesondere Experte für Erkrankungen an der Bauchspeicheldrüse. Klinisch und experimentelle Schwerpunkte liegen im Bereich der Infektiologie, bei der Peritonitis und Sepsis und in der chirurgischen Intensivmedizin. Des Weiteren zählen zu den wesentlichen chirurgischen Kernpunkten die Schilddrüsenchirurgie, die minimal-invasive Chirurgie und die Behandlung von Patienten mit bösartigen Dick- und Enddarmtumoren.

## Ehrungen und Auszeichnungen
Waldemar Uhl erhielt 2005 für seinen Lehrfilm über eine neue Operationsmethode an der Bauchspeicheldrüse den Edgar-Ungeheuer-Preis. Die Deutsche Gesellschaft für Chirurgie (DGCH) würdigt damit Beitrage, die von besonderem wissenschaftlichem und didaktischem Wert für ihre Mediathek sind. Das Operationsvideo zeigt eine moderne Organ-erhaltende Methode, den gutartigen Pankreaskopftumor infolge einer chronischen Entzündung der Bauchspeicheldrüse zu entfernen und dabei den Zwölffingerdarm zu erhalten. Seit April 2005 ist Uhl im wissenschaftlichen Beirat des Arbeitskreises der Pankreatektomierten e.V. (AdP) tätig. Im Mai 2011 erhielt Uhl die Ehrenmedaille des AdP für seine langjährige ehrenamtliche Tätigkeit.

## Funktionen
- Mitglied im wissenschaftlichen Beirat der Zeitschrift Der Chirurg (seit 2016)
- Mitglied im Associate Editorial Board der Zeitschrift Langenbeck’s Archives of Surgery (seit 2011)
- Rubrikherausgeber für Leber, Galle, Pankreas und Milz der Zeitschrift Allgemein- und Viszeralchirurgie up2date (seit 2014)
- Mitglied des Wissenschaftlichen Beirats des Arbeitskreises der Pankreatektomierten (AdP) (seit 2005)
- Mitglied des Editorial Board der Zeitschrift Der Gastroenterolge (2006–2015)
- Mitglied im Medizinischen Fakultätsrat der Ruhr-Universität Bochum (2004–2006)
- Präparator und wissenschaftlicher Assistant, Abteilung für Anatomie (M. Hermann), Ulm Universität (1983–1984)
- Wissenschaftlicher Assistent, Klinik für Allgemein- und Viszeralchirurgie der Universitätsklinik Ulm (H. G. Beger), (1986–1988)
- Research Fellow, University of Turku, Department of Pathology (T. J. Nevalainen) (Februar – März 1988)
- Ehrenmitglied der Bulgarian Society of Surgery (seit 2006)
- Ehrenmedaille des Arbeitskreises der Pankreatektomierten (AdP) (2011)

## Bundesweite und internationale Fachmitgliedschaften
- Deutsche Gesellschaft für Chirurgie (seit 1990)
- European Digestive Surgery (seit 1995)
- Surgical Society of the Alimentary Tract (seit 1997)
- Berufsverband Deutscher Chirurgen (seit 1998)
- Fellow of the Royal College of Surgeons, FRCS (2001–2016)
- Deutsche Gesellschaft für Viszeralchirurgie (seit 2004)
- Member of German Leading Medicine Experts (seit 2009: Leading Medicine Guide)

## Präsidentschaft und Vorstandsvorsitze
- Vorsitzender und Kongresspräsident der 181. Jahrestagung der Vereinigung Niederrheinisch-Westfälischer Chirurgen, 27.–28. November 2014, St. Josef-Hospital Bochum
- Vorstandsmitglied der Vereinigung Niederrheinisch-Westfälischer Chirurgen seit 2014
- Vorsitzender der Chirurgischen Arbeitsgemeinschaft Leber, Galle, Pankreas der Deutschen Gesellschaft für Allgemein- und Viszeralchirurgie seit 2019
- Vorsitzender des Landesverbandes Westfalen-Lippe des Berufsverbandes der Deutschen Chirurgen seit 2016
- Dritter Vizepräsident im Vorstand der Deutschen Gesellschaft für Allgemein- und Viszeralchirurgie seit 2022[13]
- Vorstandsmitglied der Deutschen Gesellschaft für Allgemein- und Viszeralchirurgie seit 2022
- Präsident der Deutschen Gesellschaft für Allgemein- und Viszeralchirurgie 2024/ 2025

## Schriften
- mit Markus W. Büchler und Peter Malfertheiner: Pankreaserkrankungen. Akute Pankreatitis, chronische Pankreatitis, Tumore des Pankreas. Karger, Basel u. a. 1996, ISBN 3-8055-6141-5.
- als Herausgeber mit Timo J. Nevalainen und Markus W. Büchler: Phospholipase A2. Basic and Clinical Aspects in Inflammatory Diseases (= Progress in Surgery. 24). Karger, Basel u. a. 1997, ISBN 3-8055-6441-4.
- mit Markus W. Büchler und Peter Malfertheiner: Pankreaserkrankungen. Akute Pankreatitis, chronische Pankreatitis, Tumore des Pankreas. 2., vollständig überarbeitete Auflage. Karger, Basel u. a. 2004, ISBN 3-8055-7460-6.
- mit Markus W. Büchler, Peter Malfertheiner und Michael G. Sarr: Diseases of the Pancreas. Acute Pancreatitis, chronic Pancreatitis, Neoplasms of the pancreas. Karger, Basel u. a. 2004, ISBN 3-8055-7613-7 (2009 auch übersetzt in das Chinesische).